# Pseudopleuronectes
Genre
Pseudopleuronectes est un genre de poissons de la famille des Pleuronectidae.
Comme tous les poissons de la famille des Pleuronectidae, les poissons du genre Pseudopleuronectes possèdent un corps aplati asymétrique et leurs yeux sont sur un même côté du corps.

## Liste des espèces
Selon FishBase (14 février 2016) et World Register of Marine Species (14 février 2016) :
- Pseudopleuronectes americanus (Walbaum, 1792) - plie rouge
- Pseudopleuronectes herzensteini (Jordan and Snyder, 1901)
- Pseudopleuronectes obscurus (Herzenstein, 1890)
- Pseudopleuronectes schrenki (Schmidt, 1904)
- Pseudopleuronectes yokohamae (Günther, 1877)